# 巴拉加特山脉

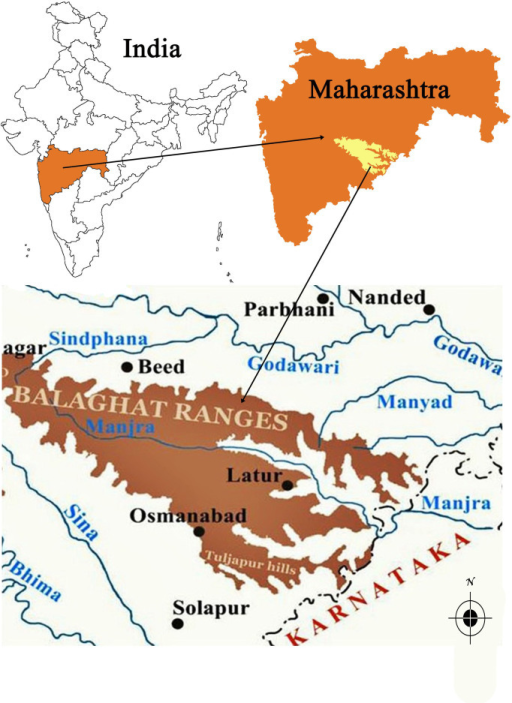
biodiversity data journal-3-e4541-g001

巴拉加特山脉（英語：Balaghat Range）是印度马哈拉施特拉邦的一座低海拔山脉。它由西高止山的哈力犍陀羅山脈段向东南延伸至马哈拉施特拉邦和卡纳塔克邦的边界，綿延近320公里，横跨了艾哈迈德讷格尔、比德、拉杜爾、奥斯马纳巴德和索拉普等地。
巴拉加特山脉的宽度介于五到九公里之间，山峰頂部平坦，西側海拔较高，約在550至825米間，远高于东側。山脉阻隔了北部的哥达瓦里河流域和南部的皮馬河流域。